# Catharine Macfarlane
 (juillet 2022).
Le contenu est difficilement compréhensible vu les erreurs de traduction, qui sont peut-être dues à l'utilisation d'un logiciel de traduction automatique.
Catharine Macfarlane (1877-1969) est une obstétricienne et gynécologue américaine qui fonde l'un des premiers centres de dépistage du cancer de l'utérus aux États-Unis. Elle est la première femme membre du Collège des médecins de Philadelphie et la première femme présidente de la Société d'obstétrique de Philadelphie.

## Éducation
En 1893, à l'âge de seize ans, Catherine Macfarlane entre à l'université de Philadelphie et obtient sa licence en biologie en 1895,. En 1898, elle obtient son diplôme de médecine du Women's Medical College of Pennsylvania avant de commencer des études de troisième cycle à l'université Johns Hopkins. Macfarlane est interne au Women's Hospital de Philadelphie de la fin de sa formation médicale à 1900.

## Carrière médicale
Pendant son stage au Women's Hospital de Philadelphie, Macfarlane occupe le poste d'instructrice en obstétrique au Women's Medical College de Pennsylvanie. Elle travaille en cabinet privé de 1900 à 1903, date à laquelle elle accepte un poste au Women's Medical College de Pennsylvanie en tant qu'instructrice de gynécologie. Au cours de sa dernière année de pratique privée, elle devient la première praticienne à utiliser le radium dans le traitement du cancer . Après avoir accepté le poste d'instructrice de gynécologie au Women's Medical College of Pennsylvania, Macfarlane poursuit des études supérieures en urologie, obstétrique, gynécologie et radiologie entre 1903 et 1905. En 1908, elle est nommée chef du service de gynécologie au Women's Hospital de Philadelphie et en 1913, elle est admise à l'American College of Surgeons. En 1922, Macfarlane est nommée professeur de gynécologie au Women's Medical College of Pennsylvania, poste qu'elle occupe jusqu'en 1942. Cette même année, elle assiste à la première conférence de l'État de Pennsylvanie sur le contrôle des naissances aux côtés de Margaret Sanger pour défendre le droit des femmes de voter et d'obtenir un contrôle des naissances,. Deux ans plus tard, en 1924, Catherine Macfarlane est nommée chef du service d'obstétrique et de gynécologie à l'hôpital général de Philadelphie et accepte le poste de professeur de recherche en gynécologie au Woman's Medical College de Pennsylvanie qu'elle occupe jusqu'à sa mort. En 1938, Macfarlane cofonde le projet de recherche sur la lutte contre le cancer au Woman's Medical College de Philadelphie,. La même année, elle reçoit une bourse du Committee on Clinical Research de l'American Medical Association pour établir une clinique de recherche et de prévention du cancer au sein de laquelle elle ouvre le premier programme de dépistage du cancer de l'utérus aux États-Unis. En 1962, vers la fin de sa carrière, Macfarlane commence des recherches sur les auto-examens des seins avec la division de Philadelphie de l'American Cancer Society.

## Postérité et honneurs
En 1936, Macfarlane est nommée à la tête de la Medical Women's National Association, rebaptisée plus tard American Medical Women's Association,. Un an plus tard, en 1937, elle est nommée au poste de vice-présidente de l'Association internationale des femmes médecins qu'elle occupe jusqu'en 1947. La même année, en 1947, son mandat de cinq ans en tant que présidente du comité du cancer de la Philadelphia Medical Society prend fin. Macfarlane est présidente de la Obstetrical Society of Philadelphia de 1943 à 1944,,.
En 1948, Macfarlane est la première femme à recevoir le prix Strittmatter. En 1949, elle reçoit le prix Gimbel pour service humanitaire. En 1951, elle reçoit conjointement le prix Albert-Lasker pour la recherche médicale clinique pour ses applications de la médecine préventive à la lutte contre le cancer,,. En 1953, Macfarlane reçoit le premier prix annuel Mary Silberman pour son travail sur la prévention du cancer.